# Khasavyurt
Khasavyurt (tiếng Nga: Хасавюрт) là một thành phố Nga. Thành phố này thuộc chủ thể Cộng hòa Dagestan. Thành phố có dân số 121.817 người (theo điều tra dân số năm 2002). Đây là thành phố lớn thứ 135 của Nga theo dân số năm 2002.